# Chu Dịch (vận động viên)
Chu Dịch (tiếng Trung: 朱易; bính âm: Zhū Yì; tên khai sinh Beverly Zhu vào ngày 19 tháng 9 năm 2002) là một vận động viên trượt băng nghệ thuật người Trung Quốc sinh ra tại Hoa Kỳ.  Cô thi đấu trong hạng mục đơn nữ. Cô đã thi đấu trong giai đoạn chung kết tại hai Giải vô địch Trượt băng nghệ thuật ISU, giành vị trí thứ 13 tại 2020 Four Continents Championships và thứ 22 tại 2020 World Junior Championships.
Trước khi chuyển sang đại diện cho Trung Quốc, cô từng đoạt giải Trượt băng nghệ thuật Quốc gia Hoa Kỳ cho người mới vào nghề.

## Cuộc sống cá nhân
Chu Dịch sinh ngày 19 tháng 9 năm 2002 tại Westwood, Los Angeles, California, Hoa Kỳ. Cha mẹ cô là Chu Tùng Chuẩn (tiếng Trung: 朱松纯; bính âm: Zhu Songchun) và Thôi Khiết (tiếng Trung: 崔洁; bính âm: Cuī Jié), là người nhập cư Hoa Kỳ từ Trung Quốc. Chu Tùng Chuẩn vốn là một chuyên gia và giáo sư khoa học máy tính tại Đại học California tại Los Angeles, trước khi chuyển sang công tác tại Đại học Bắc Kinh. Cô có một người em gái tên là Stephanie. Cô lớn lên tại Encino, Los Angeles.
Cô từ bỏ quốc tịch Hoa Kỳ năm 2018 sau khi quyết định thi đấu cho Trung Quốc. Cô cũng đã đổi tên khai sinh của mình từ Beverly Zhu thành Chu Dịch. Cô là một trong số các vận động viên không đủ thành tích để thi đấu cho quốc gia gốc của mình nên đã nhập tịch Trung Quốc hay xin sống dài hạn ở nước này để thi đấu cho Trung Quốc. Cô sống và luyện tập ở Bắc Kinh, Trung Quốc.

## Sự nghiệp

### Ban đầu
Cô bắt đầu trượt băng lúc 7 tuổi sau khi cô con gái của người bạn của mẹ mình bắt đầu học lớp trượt băng. Cô xém được tuyển vào vòng Vô dịch Quốc gia Trượt băng nghệ thuật Hoa Kỳ sau khi bị loại ở vòng Khu vực ở vị trí thứ năm trong hai năm liền (2016 và 2017).

### Mùa giải 2017–2018
Chu Dịch giành vị trí thứ nhì trong mùa giải 2017-2018 tại vòng Khu vực Bờ Thái Bình Dương, được tuyển vào vòng Quốc gia.  Cô giành giải vô địch cho người mới vào nghề tại Giải Vô địch năm 2018 với số điểm kỷ lục là 167,69.

### Mùa giải 2018–2019
Chu Dịch chuyển sang đại diện cho quốc gia quê hương của cha mẹ mình là Trung Quốc vào tháng 9 năm 2018, theo Kế hoạch Thần lộ của Trung Quốc nhằm tuyển mộ các vận động viên hàng đầu để thi đấu cho Thế vận hội Mùa đông 2022 tại Bắc Kinh. Cô luyện tập với 5 người khác trong một nhóm dưới sự huấn luyện của Trần Lộ và 5 huấn luyện viên người nước ngoài cho đến tháng 12. Tại Giải Vô địch Trung Quốc 2019 ở Cáp Nhĩ Tân vào cuối tháng 12, cô giành vị trí thứ 4. Đến tháng 2, cô thi đùa để giành Cúp Sofia và đoạt huy chương đồng.

### Mùa giải 2019–2020
Cô tham gia giải Grand Prix đầu tiên là Cup of China 2019 và đoạt vị trí thứ 11. Tại 2019 CS Golden Spin of Zagreb cô giành vị trí thứ 14, rồi thứ 8 tại Mentor Toruń Cup năm 2020, 13 tại Four Continents Championships 2020, và thứ 22 tại World Junior Championships 2020.

### Mùa giải 2020–2021
Cô được chỉ định thi đua tại giải Skate Canada International 2020, nhưng sự kiện đã phải hủy bỏ do đại dịch COVID-19.

### Mùa giải 2021–2022
Chu Dịch được chỉ định thi đua tại Cup of China 2021. Tuy nhiên, cuộc thi đã bị hủy bỏ vào ngày 17 tháng 8, rồi sau đó được thay thế bằng Gran Premio d'Italia 2021, và cô cũng được chỉ định vào. Cô bắt đầu mùa giải thi đua tại CS Asian Open Trophy 2021, sự kiện thử thách cho Thế vận hội, và giành vị trí thứ 7. Tại Grand Premio cô giành vị trí thứ 9; sau đó cô phát biểu "Tôi không làm hết mọ thứ, nhưng đã đạt được mục đích của mình."
Cô được chọn làm vận động viên đơn nữ duy nhất vào đội tuyển Thế vận hội Trung Quốc, vượt qua các vận động viên Trần Hồng Y (陈虹伊) và Lâm San (林姗).  Cô bắt đầu tham gia Thế vận hội Mùa đông 2022 với tư cách là tiết mục nữ cho bộ môn trượt băng nghệ thuật đồng đội. Tiết mục nữ là tiết mục cuối cùng trong bốn đoạn ngắn, và đội Trung Quốc đang ở vị trí thứ ba khi cô bắt đầu thi đua, chỉ thua Hoa Kỳ và ROC (Nga).  Cô bị vấp ngã vào thành, khiến đội Trung Quốc bị đẩy lùi xuống vị trí thứ năm. Sau đó, cô cho biết mình "bối rối và hơi ngượng ngùng".  Sự biểu diễn này đã khiến cô nhận nhiều chỉ trích trên mạng xã hội Trung Quốc; nhiều người chú trọng vào việc cô sinh ra ở Mỹ, không rành tiếng Quan thoại, và gia cảnh sung túc của cô. Tại bộ môn trượt băng tự do, cô một lần nữa té ngã và về vị trí chót. Trung Quốc về vị trí thứ 5 trong bộ môn đồng đội.

## Các chương trình
| Mùa giải  | Bài thi ngắn                                                                                           | Bài thi tự do                                                                          | Chương trình gala |
| --------- | --- | -------------------------------------------------------------------------------------- | ----------------- |
| 2021–2022 | - Paint It Blackby The Rolling Stones performed by London Symphony Orchestra choreo. by Jeffrey Buttle | - Sunset Boulevardby Andrew Lloyd Webber choreo. by Jeffrey Buttle                     |                   |
| 2020–2021 | - Paint It Blackby The Rolling Stones performed by London Symphony Orchestra choreo. by Jeffrey Buttle | - Violin Concerto in D Major Op. 34by Pyotr Ilyich Tchaikovsky choreo. by David Wilson |                   |
| 2019–2020 | - The Winner Takes It Allby ABBA performed by Sarah Dawn Finer choreo. by Derrick Delmore              | - Concerto in Fby George Gershwin choreo. by Jeffrey Buttle                            |                   |
| 2018–2019 | - Papa, Can You Hear Me?performed by Lea Michele                                                       |                                                                                        |                   |

## Kết quả thi đấu
GP: Grand Prix; CS: Challenger Series

### Đại diện Trung Quốc
| Quốc tế                                            | Quốc tế | Quốc tế | Quốc tế | Quốc tế |
| Sự kiện                                            | 18–19   | 19–20   | 20–21   | 21–22   |
| -------------------------------------------------- | ------- | ------- | ------- | ------- |
| Olympics                                           |         |         |         | 27      |
| Four Continents                                    |         | 13      |         |         |
| GP Skate Canada                                    |         |         | C       |         |
| GP Cup of China                                    |         | 11      |         | C       |
| GP Italy                                           |         |         |         | 9       |
| CS Asian Open                                      |         |         |         | 7       |
| CS Golden Spin                                     |         | 14      |         |         |
| Toruń Cup                                          |         | 8       |         |         |
| Quốc tế: Trẻ                                       |         |         |         |         |
| Junior Worlds                                      |         | 22      |         |         |
| Sofia Trophy                                       | 3       |         |         |         |
| Quốc gia                                           |         |         |         |         |
| Chinese Champ.                                     | 4th     |         |         |         |
| Sự kiện đồng đội                                   |         |         |         |         |
| Olympics                                           |         |         |         | 5th T   |
| TBD = Assigned; WD = Withdrew; C = Event cancelled |         |         |         |         |

### Đại diện Hoa Kỳ
| Quốc gia                                           | Quốc gia | Quốc gia | Quốc gia | Quốc gia |
| Sự kiện                                            | 14–15    | 15–16    | 16–17    | 17–18    |
| -------------------------------------------------- | -------- | -------- | -------- | -------- |
| U.S. Champ.                                        |          |          |          | 1 N      |
| Pacific Coast                                      |          | 5 I      | 5 N      | 2 N      |
| Southwest Pacific                                  | 11 V     | 4 I      | 2 N      |          |
| Levels: V = Juvenile; I = Intermediate; N = Novice |          |          |          |          |